# جان مورليه
جان مورليه ( 
نطق فرنسي: [mɔʁlɛ]
؛ 13 يناير 1931 - 27 أبريل 2007) كان عالم جيوفيزيائي فرنسي وصاحب أبحاث رائدة في تحليل المويجات بداية من عام 1975. اخترع مصطلح wavelet لوصف الدوال الرياضية المستخدمة، واشترك مع أليكس جروسمان عام 1981 في تطوير ما يعرف الآن باسم تحويل المويجات [الإنجليزية].

## سيرة شخصية
تخرج عام 1952 من مدرسة البوليتكنيك وعمل مهندس بحوث في شركة "Elf Aquitaine" وأثناء عمله اخترع المويجات للمساعدة في معالجة الإشارات للتنقيب عن النفط.

## الجوائز
حاز عام 1997 على جائزة "Reginald Fessenden". وفي عام 2001 على الجائزة الأولى "Prix Chéreau Lavet"، المقدمة من الأكاديمية الفرنسية للتكنولوجيا "Académie des Technologies".

## ارثه العلمي
تكريما له سُمِيَّ كرسي جان مورليه في "Centre International de Rencontres Mathématiques".